# Voice Broadcast Service
Der Voice Broadcast Service (VBS, engl. für Sprachdurchsagedienst) ist ein Dienst in GSM-Mobilfunknetzen, der es einem Teilnehmer ermöglicht, Sprachdurchsagen zu mehreren anderen Teilnehmern zu machen.

## Beschreibung
Der Dienst erlaubt es, Sprachdurchsagen an definierte Teilnehmergruppen zu senden. Nur bestimmte Gruppenmitglieder haben die Berechtigung, VBS-Anrufe aufzubauen. Es werden spezielle Mobiltelefone benötigt, die den VBS unterstützen. Eine erste Anwendung fand dieser Dienst in den Netzen der europäischen Bahn-Netzbetreiber.

## Funktion
Der Dienst funktioniert sehr ähnlich dem VGCS, allerdings fehlt die Möglichkeit, den Anrufteilnehmern einen Uplinkkanal zuzuteilen. Jede Anrufgruppe besitzt eine eindeutige Kennung. Die Endgeräte führen im SIM eine Liste der Anrufgruppen, in denen der Teilnehmer Mitglied ist, außerdem eine Liste mit Kennungen der Durchsageanrufe, die angenommen werden sollen. Diese Liste kann im Endgerät bearbeitet werden.
Zur Information der Endgeräte über einen Durchsageanruf wird ein spezieller Kanal benötigt, der Notification Channel (NCH).
Das MSC führt eine Liste mit Teilnehmern, die berechtigt sind einen speziellen Durchsageanruf zu empfangen. Außerdem wird im MSC entschieden, in welchen Zellen ein bestimmter Durchsageanruf ausgesendet wird.
Das Netz kann einen Durchsageanruf sehr ressourcenschonend abwickeln, da nur ein Downlinkkanal pro Funkzelle benötigt wird.
Neben den mobilen Teilnehmern kann für jeden Durchsageanruf eine begrenzte Anzahl von Teilnehmern im Festnetz definiert werden. Ein Durchsageanruf kann auch aus dem Festnetz heraus begonnen werden.
Sobald sich ein Endgerät in einer Zelle befindet, in der ein Durchsageanruf übertragen wird, überprüft das Endgerät die Kennung des Durchsageanrufs. Ist diese Kennung in der Liste der anzunehmenden Durchsageanrufe enthalten, beginnt das Endgerät die im Downlink übertragenen Sprachdaten wiederzugeben. Dem Benutzer wird der aktive Durchsageanruf signalisiert.
Führt der Benutzer gerade ein Gespräch, wird das Vorhandenseins eines Durchsageanrufs signalisiert. Falls im Mobilnetz eMLPP implementiert ist, kann, abhängig von der Konfiguration, das gerade geführte Gespräch verdrängt werden.